# 中萨克森县
中萨克森县（德語：Landkreis Mittelsachsen）是德国萨克森州中部的一个县，县治为弗赖贝格。2008年8月1日由德伯尔恩县、弗赖贝格县和米特韦达县合并而成。总面积为2116.85平方千米，截至2020年总人口为304,099人。